# 4e corps d'armée (France)
Pour les articles homonymes, voir 4e corps d'armée.
Le 4e Corps d'Armée est une unité de l'armée française.

## Créations et différentes dénominations
- 1873 : recréation du 4e Corps d'Armée au Mans par le général Deligny
- 30 janvier 1917 : rebaptisé "Groupement G"
- 27 mars 1917 : rebaptisé 4e Corps d'Armée

## Chefs du4ecorpsd'armée

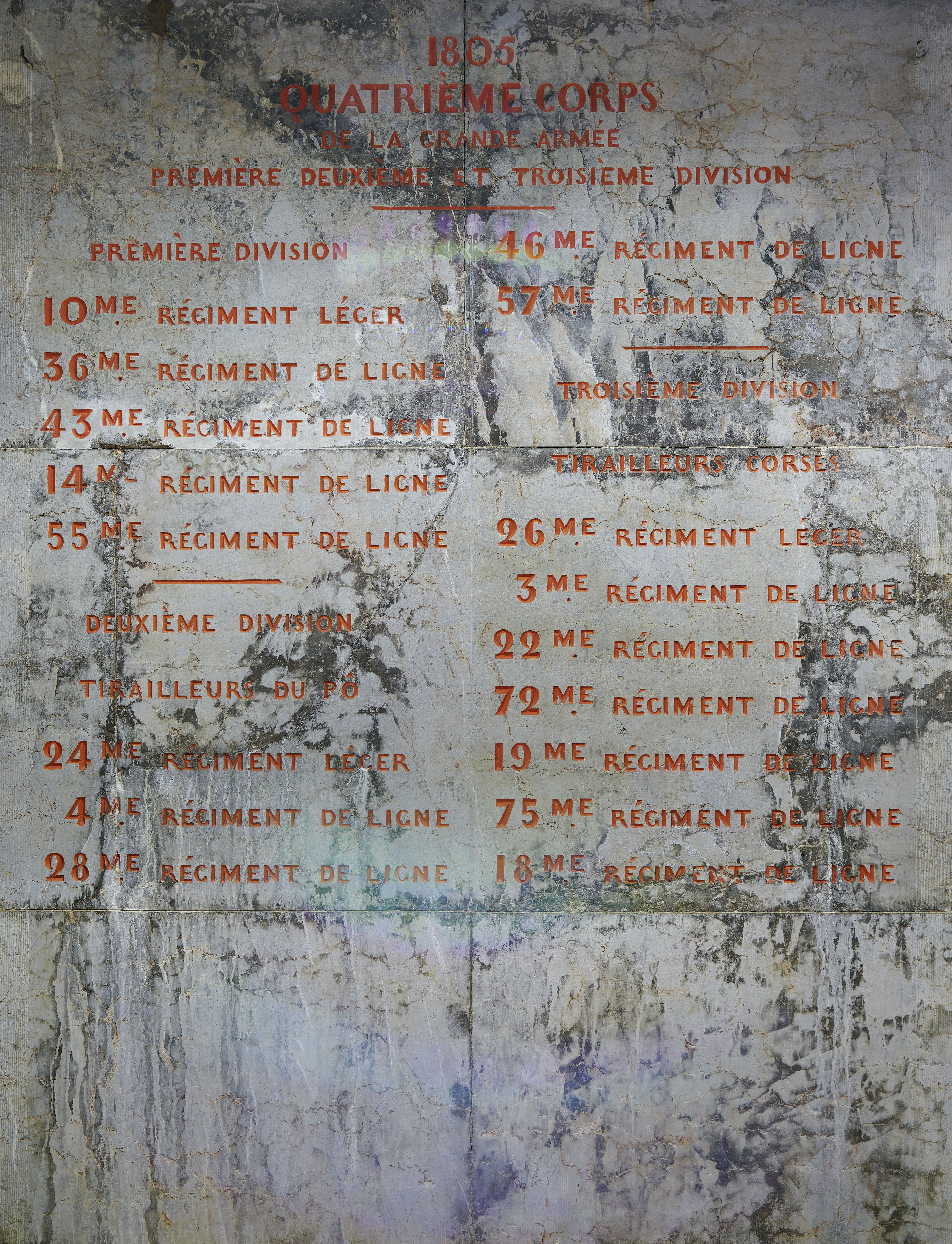
Liste des régiments du 4e corps de la Grande Armée en 1805.

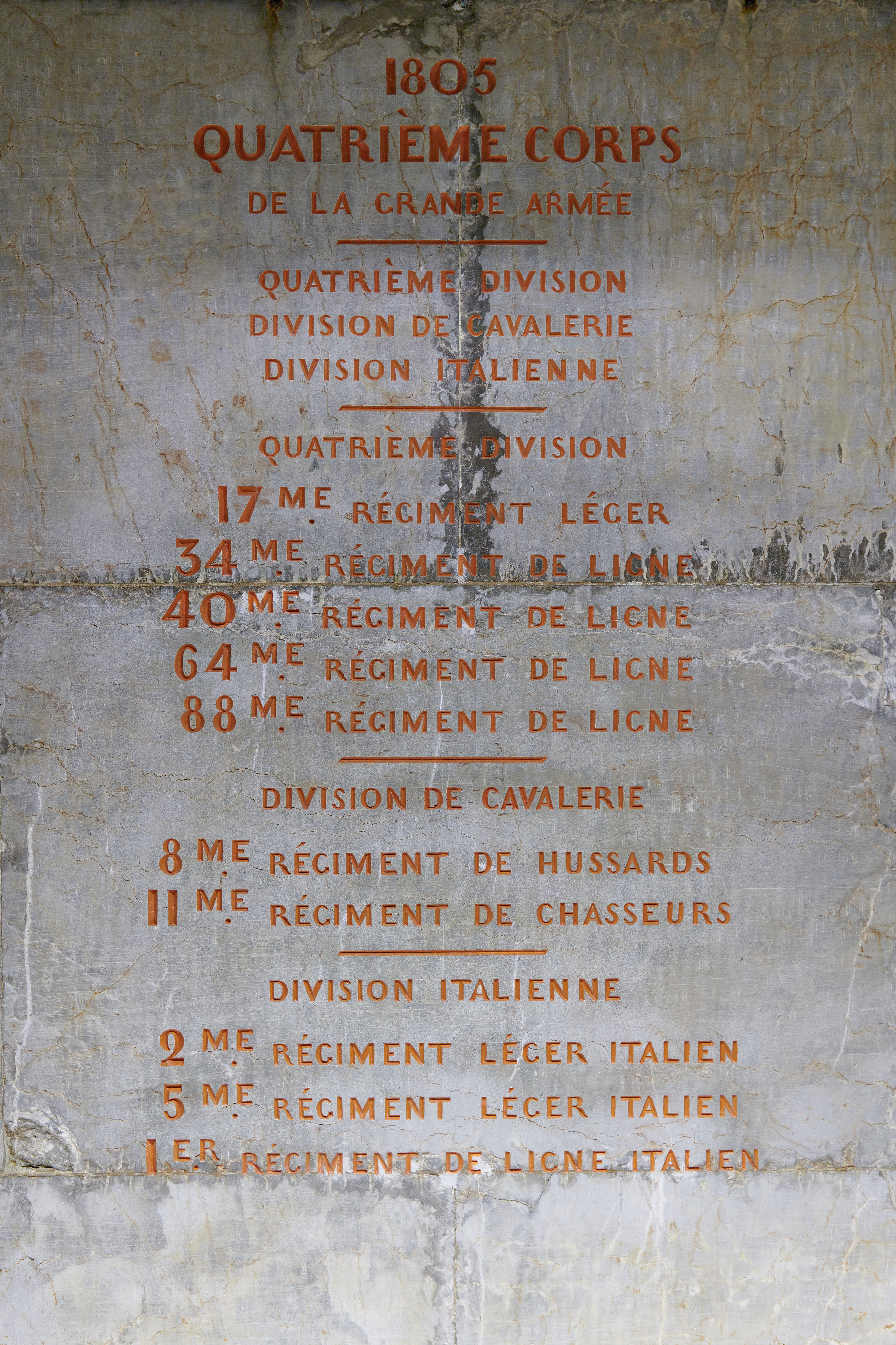
Liste des régiments du 4e corps de la Grande Armée en 1805.

- septembre 1805 - juillet 1807 : Maréchal Soult
- 1808 - janvier 1809 : Maréchal Lefebvre
- janvier - avril 1809 : Général Sébastiani
- avril - novembre 1809 : Maréchal Masséna
- 1812 - :  Eugène de Beauharnais
- 1859 - : Maréchal Niel
- 14 octobre 1862 : Maréchal Certain de Canrobert
- 22 juin 1865 - 10 août 1870 : Général Cousin de Montauban
- 10 août - 28 octobre 1870 : Général de Ladmirault
- 28 septembre 1873 : Général Deligny[1]
- 11 février 1879 : Général Cornat
- 19 février 1882 : Général de Berckheim
- 24 mai 1884 - 5 janvier 1889 : Général Thomassin
- 5 janvier 1889 - 10 mai 1894 : Général Coiffé
- 2 février 1895 : Général Mercier
- 9 décembre 1898 : Général Sonnois
- 6 février 1902 - 27 février 1904 : Général Lallement
- 11 mars 1904 : Général Oudri
- 11 mars 1907 - 4 décembre 1908 : Général Bazaine-Hayter
- 10 décembre 1908 : Général de Langle de Cary
- 3 février 1911 : Général Boëlle
- 17 juin 1915 : Général Putz
- 19 décembre 1917 - 28 décembre 1918 : Général Pont
- 11 février 1919 - 20 février 1919 : Général Paulinier
- 21 mars 1919 - 24 octobre 1925 : Général Vuillemot
- 6 juillet 1926 - 4 janvier 1928 : Général Jacquemot
- 2 septembre 1939 : Général Boris
- 15 janvier 1940 - 29 mai 1940 : Général Aymes
- 1945 - 1946 : Général Doyen

## De 1870 à 1914

### Cantonnements
- Garnison : Le Mans

Comprend les départements d'Eure-et-Loir, de la Mayenne, de l'Orne et de la Sarthe.
Composition :
- 7e Division d'Infanterie (Paris)
- 8e Division d'Infanterie (Le Mans)
- 4e Brigade de Cavalerie
- 4e Brigade d'Artillerie

Le 4e corps, faisant partie des troupes encerclées dans Metz, est fait prisonnier avec son général le 28 octobre 1870.

### Composition en 1870
| Division                  | Brigade                  | Régiment                                                                   |
| ------------------------- | ------------------------ | -------------------------------------------------------------------------- |
| 1re division d'infanterie | 1re brigade d'infanterie | 1er régiment d'infanterie de ligne                                         |
| 1re division d'infanterie | 1re brigade d'infanterie | 6e régiment d'infanterie de ligne                                          |
| 1re division d'infanterie | 1re brigade d'infanterie | 20e bataillon de chasseurs à pied                                          |
| 1re division d'infanterie | 2e brigade d'infanterie  | 57e régiment d'infanterie de ligne                                         |
| 1re division d'infanterie | 2e brigade d'infanterie  | 73e régiment d'infanterie de ligne                                         |
| 1re division d'infanterie | Artillerie               | 2 batteries de 4, une de mitrailleuses                                     |
| 1re division d'infanterie | Génie                    | une compagnie                                                              |
| 2e division d'infanterie  | 1re brigade d'infanterie | 13e régiment d'infanterie de ligne                                         |
| 2e division d'infanterie  | 1re brigade d'infanterie | 43e régiment d'infanterie de ligne                                         |
| 2e division d'infanterie  | 1re brigade d'infanterie | 5e bataillon de chasseurs à pied                                           |
| 2e division d'infanterie  | 2e brigade d'infanterie  | 64e régiment d'infanterie de ligne                                         |
| 2e division d'infanterie  | 2e brigade d'infanterie  | 98e régiment d'infanterie de ligne                                         |
| 2e division d'infanterie  | Artillerie               | 2 batteries de 4, une de mitrailleuses                                     |
| 2e division d'infanterie  | Génie                    | une compagnie                                                              |
| 3e division d'infanterie  | 1re brigade d'infanterie | 15e régiment d'infanterie de ligne                                         |
| 3e division d'infanterie  | 1re brigade d'infanterie | 33e régiment d'infanterie de ligne                                         |
| 3e division d'infanterie  | 1re brigade d'infanterie | 2e bataillon de chasseurs à pied                                           |
| 3e division d'infanterie  | 2e brigade d'infanterie  | 54e régiment d'infanterie de ligne                                         |
| 3e division d'infanterie  | 2e brigade d'infanterie  | 65e régiment d'infanterie de ligne                                         |
| 3e division d'infanterie  | Artillerie               | 2 batteries de 4, une de mitrailleuses                                     |
| 3e division d'infanterie  | Génie                    | une compagnie                                                              |
| Division de cavalerie     | 1re brigade de cavalerie | 2e régiment de hussards                                                    |
| Division de cavalerie     | 1re brigade de cavalerie | 7e régiment de hussards                                                    |
| Division de cavalerie     | 2e brigade de cavalerie  | 3e régiment de dragons                                                     |
| Division de cavalerie     | 2e brigade de cavalerie  | 11e régiment de dragons                                                    |
| Réserve d'artillerie      | Réserve d'artillerie     | 2 batteries de 12, 2 batteries de 4 (montées), 4 batteries de 4 (à cheval) |
| Parc d'artillerie         | Parc d'artillerie        | Réserve et parc de génie                                                   |

### Composition en 1873
Un décret du 28 septembre ayant organisé l'année en 18 corps pour la France et un pour l'Algérie, et un décret du 29 septembre ayant ordonné la formation de 18 nouveaux régiments d'infanterie pour porter à 8 le nombre de régiments de chaque corps d'armée.
- 7e division sous le ordres du général Duplessis[2]
  - 13e brigade, commandée par le général Hartung[Note 1]
    - 17e bataillon de chasseurs à pied
    - 101e régiment d'infanterie de ligne
    - 102e régiment d'infanterie de ligne

  - 14e brigade, commandée par le général Blot
    - 103e régiment d'infanterie de ligne
    - 104e régiment d'infanterie de ligne

  - 8e division
  - 15e brigade, commandée par le général Colin
    - 9e bataillon de chasseurs à pied
    - 124e régiment d'infanterie de ligne
    - 130e régiment d'infanterie de ligne

  - 16e brigade, commandée par le général Cottret
    - 115e régiment d'infanterie de ligne
    - 117e régiment d'infanterie de ligne

## Première Guerre mondiale

### Composition

#### À la mobilisation de 1914
Constitué au Mans, il est formé des 7e et 8e Divisions d'Infanterie.
Il est subordonné, au début de la Première Guerre mondiale, à la 3e Armée.
- 7e Division d'Infanterie :
  - 13e brigade :
    - 101e Régiment d'Infanterie
    - 102e Régiment d'Infanterie

  - 14e brigade :
    - 103e Régiment d'Infanterie
    - 104e Régiment d'Infanterie

  - Cavalerie : 14e Régiment de Hussards (un escadron)
  - Artillerie : 25e Régiment d'Artillerie de Campagne (3 groupes de 75)
  - Génie : 1er Régiment du Génie (compagnie 4/1)

- 8e division d'Infanterie :
  - 15e brigade :
    - 124e Régiment d'Infanterie
    - 130e Régiment d'Infanterie

  - 16e brigade :
    - 115e Régiment d'Infanterie
    - 117e Régiment d'Infanterie

  - Cavalerie : 31e Régiment de Hussards (un escadron)
  - Artillerie : 25e Régiment d'Artillerie de Campagne (3 groupes de 75)
  - Génie : 1er Régiment du Génie (compagnie 4/2)

EOCA :
- Régiments d'Infanterie (rattachés au 4e CA) :
  - 315e Régiment d'Infanterie
  - 317e Régiment d'Infanterie

- Cavalerie (rattachée au 4e CA) : 14e Régiment de Hussards (quatre escadrons)
- Artillerie (rattachée au 4e CA) : 44e Régiment d'Artillerie de Campagne (quatre groupes)
- Génie (rattaché au 4e CA) : 1er Régiment du Génie (compagnies 4/3, 4/4, 4/16, 4/21)
- Autres (rattachés au 4e CA) :
  - 4e escadron du train des équipages militaires
  - 4e section de secrétaires d'état-major et du recrutement
  - 4e section d'infirmiers militaires
  - 4e section de commis et ouvriers militaires d'administration

### Changements au cours de la guerre

#### 1915
Création en juin
- 124e DI

#### 1916
Création en novembre
- 163e DI

### Historique

#### 1914
- 5 - 10 août : transport par V.F. et concentration au nord de Verdun.
- 10 - 21 août : couverture dans la région de Muzeray et Saint-Laurent-sur-Othain.
  - 10 août : combat de Mangiennes.

- 21 - 24 août : offensive dans le nord en direction de Virton. Le 22 août, engagé dans la bataille des Ardennes. Combats vers Ethe et Virton.
- 24 août - 2 septembre : repli sur la Meuse, le 25 août, combat de Marville et de Flassigny. À partir du 26 août, défense des passages de la Meuse vers Brieulles-sur-Meuse et Cléry-le-Petit.
  - 30 - 31 août : combat à Dun-sur-Meuse et Fossé. Le 1er septembre, continuation du repli vers Sainte-Menehould et Vienne-la-Ville.

- 2 - 7 septembre : transport par V.F. au nord-est de Paris.
- 7 - 13 septembre : transport par taxi-autos et V.F. vers Nanteuil-le-Haudouin. À partir du 8 septembre, engagé dans la première bataille de la Marne. Du 8 au 10 septembre, bataille de l'Ourcq. Combats vers Betz et Nanteuil-le-Haudouin. À partir du 10 septembre, poursuite par Pondron, jusque vers Tracy-le-Val et Carlepont.
- 13 - 19 septembre : engagé dans la première bataille de l'Aisne. Combats violents entre Aisne et Oise, dans la région sud de Noyon.
- 19 septembre - 27 décembre : retrait du front ; mouvement par Compiègne, vers Roye et Lassigny. À partir du 21 septembre, engagé dans la première bataille de Picardie, combat vers Roye et Lassigny. Au début d'octobre, stabilisation et occupation d'un secteur vers Tilloloy et la région sud de Maucourt.
  - 2 octobre : combat vers Goyencourt.
  - 7 octobre : réduction du front à gauche jusque vers Bouchoir.
  - 30 octobre : prise du Quesnoy-en-Santerre.
  - 4 novembre : attaque sur Andechy.

- 27 décembre 1914 - 25 mars 1915 : retrait du front et à partir du 28 décembre, transport par V.F. dans la région de L'Épine ; repos.

#### 1915
- 25 mars - 28 octobre : occupation d'un secteur vers la ferme des Wacques et la ferme des Marquises.
  - 18 août : réduction du secteur à droite jusque vers Auberive-sur-Suippe.
  - 25 septembre - 6 octobre : engagé dans la seconde bataille de Champagne. Attaques françaises sur le mont Sans Nom et sur Auberive-sur-Suippe.
  - 29 septembre : réduction du secteur à droite jusqu'en deçà d'Auberive-sur-Suippe.
  - 19 octobre : attaque allemande par gaz.

- 28 octobre - 20 décembre : retrait du front, mouvement vers la région de Givry-en-Argonne ; repos.
- 20 décembre 1915 - 20 octobre 1916 : occupation d'un secteur dans la région de l'Aisne et Maisons de Champagne.

#### 1916
- 9 janvier, 2 et 22 juin 1916 : coup de main allemand sur le mont Tétu.
- 7 juillet : front étendu à gauche jusque vers la cote 196.
- 25 juillet : front étendu à gauche vers Tahure et réduit à droite vers la Main de Massiges.
- 29 août : secteur étendu à gauche vers la butte de Souain.
- 4 septembre : secteur étendu à gauche à nouveau vers l'Épine de Vedegrange.
- 8 septembre : légère réduction du front à droite.
- 5 octobre : limite droite ramenée vers Maison de Champagne.
- 20 octobre - 24 décembre : retrait du front, puis à partir du 22 octobre, transport par V.F. dans la région de Dormans. Repos et instruction à Ville-en-Tardenois. À partir du 28 novembre, mouvement vers la région de Crépy-en-Valois, puis vers celle de Beauvais ; repos.

- 24 décembre 1916 - 25 janvier 1917 : mouvement vers le Nord. À partir du 2 janvier 1917, occupation d'un secteur vers Chilly et Ablaincourt.

#### 1917
- 25 - 30 janvier : retrait du front, mouvement vers Bar-le-Duc.
- 30 janvier - 24 juin : occupation d'un secteur vers le bois de Loclont, Saint-Mihiel et l'étang de Vargévaux.
- 24 juin 1917 - 15 juillet 1918 : retrait du front, mouvement vers Mourmelon-le-Grand et occupation d'un secteur vers les monts et la ferme des Marquises.
  - 14 - 15 juillet : attaques françaises dans la région des Monts de Champagne (bataille des Monts).
  - 25 juillet : attaque allemande dans la même région.
  - 9 novembre : extension du front à droite jusque vers le Téton.

#### 1918
- 14 mars : offensive locale française au nord du mont Blanc.
- 27 mars : extension du front à droite jusqu'à Auberive-sur-Suippe.
- 31 mai : limite gauche portée à l'ouest de Prunay.
- 1er juin : limite droite ramenée vers le mont Sans Nom.
- 28 juin : limite droite portée jusqu'à Auberive-sur-Suippe (exclu).
- 4 juillet : limite gauche ramenée vers Prunay.
- 15 - 18 juillet : engagé dans la quatrième bataille de Champagne, offensive allemande arrêtée sur la position principale.
- 18 juillet - 26 septembre : pendant la seconde bataille de la Marne, progression dans la région des Monts, puis organisation du front vers Auberive-sur-Suippe, les Monts et Prunay.
- 26 septembre - 16 octobre : engagé dans la bataille de Champagne et d'Argonne, jusqu'au 3 octobre, violents combats dans la région d'Auberive-sur-Suippe. À partir du 3 octobre, progression en combattant jusqu'à l'Aisne, suivant l'axe Moronvilliers, Selles, Sault-lès-Rethel.
  - 15 octobre : combat à Nanteuil-sur-Aisne.

- 16 octobre - 6 novembre : organisation du front vers Thugny-Trugny, Nanteuil-sur-Aisne.
  - 18 octobre : réduction du front à droite jusqu'au sud de Rethel. Rôle défensif pendant la bataille de la Serre, à partir du 1er novembre, préparatifs d'offensive.

- 6 - 11 novembre : prend part à la poussée vers la Meuse. Franchissement de l'Aisne, combat de Launois, puis poursuite en direction de Charleville.

### Rattachement
- 1re armée
  - 4 - 8 décembre 1916

- 2e armée
  - 21 septembre - 28 décembre 1914
  - 28 octobre 1915 - 5 janvier 1916
  - 27 janvier - 24 juin 1917

- 3e armée
  - 2 août - 2 septembre 1914
  - 8 - 20 décembre 1916
  - 25 - 27 janvier 1917

- 4e armée
  - 28 décembre 1914 - 28 octobre 1915
  - 5 janvier - 22 octobre 1916
  - 24 juin 1917 - 17 octobre 1918

- 5e armée
  - 22 octobre - 4 décembre 1916
  - 17 octobre - 11 novembre 1918

- 6e armée
  - 7 - 21 septembre 1914

- 10e armée
  - 20 décembre 1916 - 25 janvier 1917

- G.M.P.
  - 2 - 7 septembre 1914

## Seconde Guerre mondiale

### Composition
- 1re Division d'infanterie Marocaine
- 15e Division d'Infanterie Motorisée
- 7e Groupe de Reconnaissance de Corps d'Armée
- 106e Régiment d'Artillerie Lourde Hippomobile
- 604e Régiment de Pionniers